# Codex mésoaméricain
Pour les articles homonymes, voir Codex (homonymie).

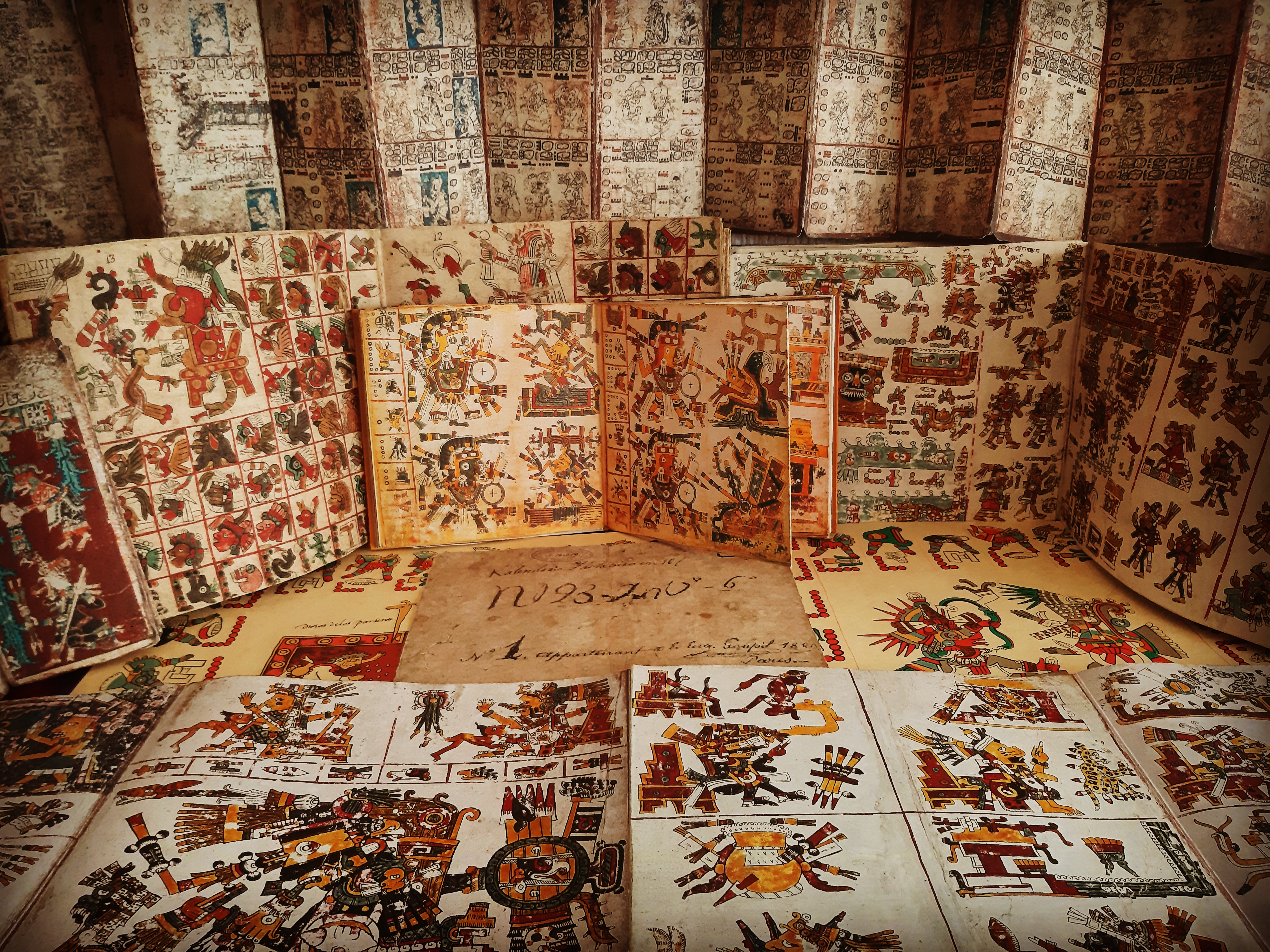
Collection de fac-similés.

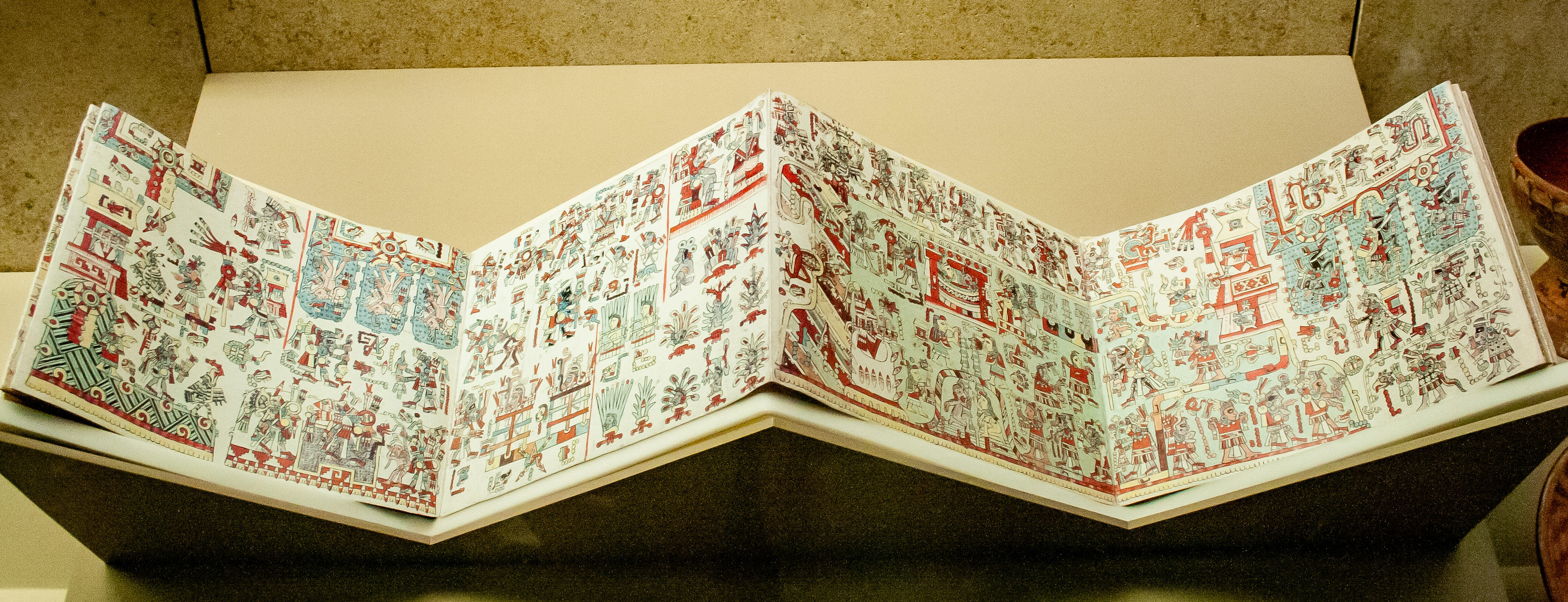
Codex mixtèque dit Zouche-Nuttall.

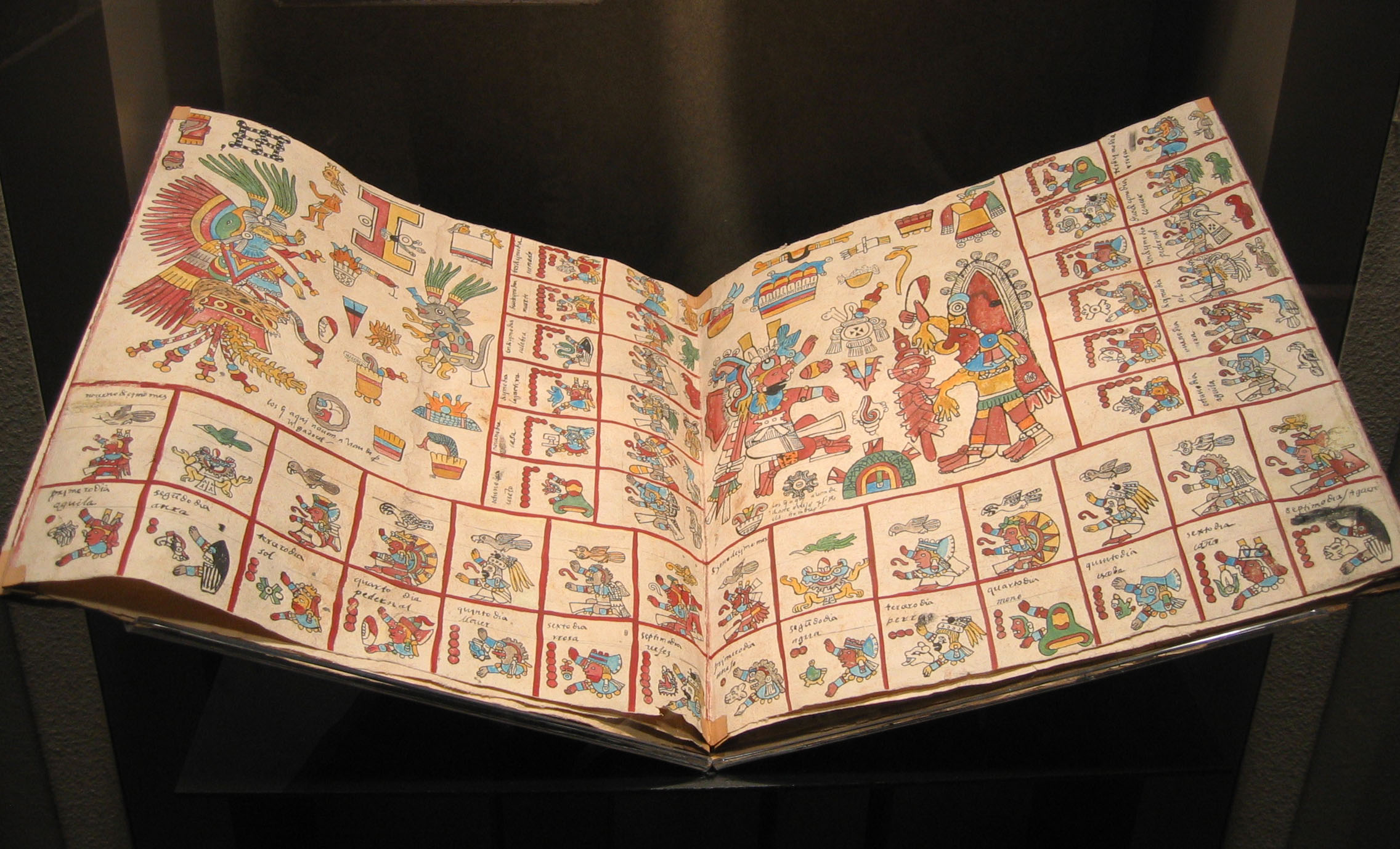
Fac-similé du codex aztèque dit Borbonicus (Musée national d'Anthropologie de Mexico).

Les peuples de Mésoamérique utilisaient différents systèmes d'écriture et une forme originale de manuscrit qu'on appelle en latin codex ou encore parfois « livre peint ».
On distingue différents types de codex en fonction de leur provenance : les codex aztèques de la vallée de Mexico, les codex mixtèques de la Mixteca, les codex du groupe Borgia de la région de Puebla-Tlaxcala et les codex mayas de la zone maya. La plupart d'entre eux proviennent du Mexique central, dans la zone linguistique nahua.
On distingue également les codex préhispaniques (c'est-à-dire rédigés avant la conquête espagnole) des codex coloniaux, car ces derniers comportent des éléments européens. On désigne ces deux catégories de codex également sous les noms de « codex précortésiens » et « postcortésiens » (avant et après l'arrivée de Cortés). La plupart ont été réalisés avant la fin du XVIe siècle.
Le nom des codex préhispaniques n'est pas toujours traduit depuis l'espagnol. Il se compose d'au moins un nom commun, qui est presque toujours le mot « codex » en français mais qui est parfois remplacé, surtout en espagnol, par le nom du matériau (comme le Lienzo de Coixtlahuaca), du format du support utilisé (Tira de la peregrinación, Rollo Selden) et/ou de la nature du contenu (Annales de Tula, Mapa de Sigüenza, Matrícula de Tributos, Tonalamatl Aubin), ainsi que, le plus souvent, d'un nom propre indiquant soit le propriétaire du document (Codex Laud), soit son éditeur (Codex Nuttall), soit l'endroit où il est conservé (Codex Borbonicus), soit son lieu d'origine (Lienzo de Tlaxcala).

## Réalisation
Les codex étaient peints sur différents matériaux : peau animale ; papier d'amate (« amatl », en nahuatl), fabriqué à partir d'écorce intérieure de figuier ; papier de fibre de maguey ; tissu en coton (« lienzo », en espagnol, qui est parfois employé par métonymie à la place du terme « códice » — codex). Le papier était couvert d'un couche de chaux, sur laquelle on peignait. Les codex formaient des bandes de plusieurs mètres (certaines de plus de 12 mètres) pliées en accordéon.
Au Mexique central, à l'époque postclassique, sur laquelle nous possédons davantage de sources d'informations, les codex étaient réalisés par des scribes-peintres appelés « tlacuilo » en nahuatl. Le « tlacuilo » était formé dans des écoles appelées « calmecac » et recevait une formation religieuse très poussée. Les spécialistes de la lecture des codex et de l'enseignement de cette technique étaient les « tlamatinime ».

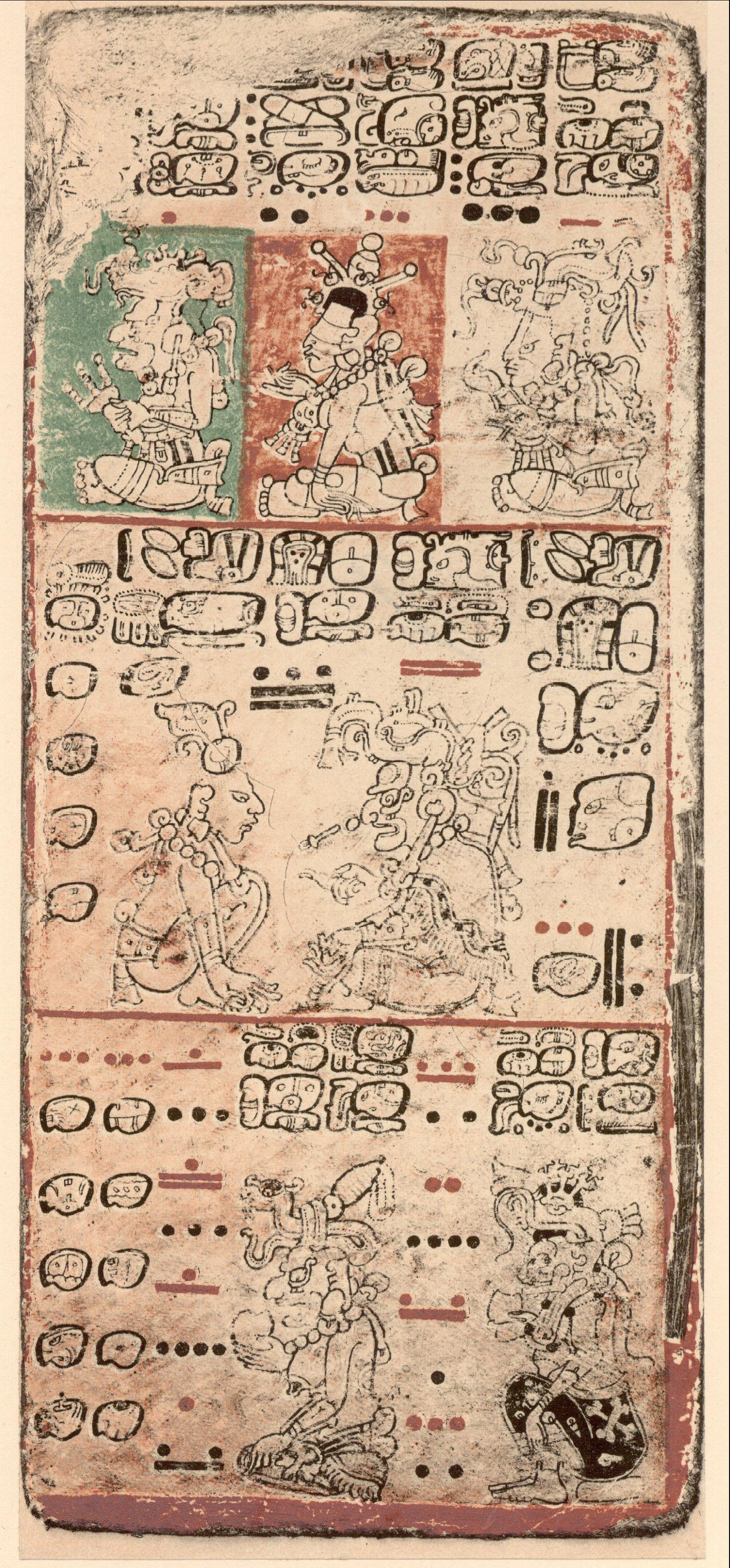
Page 9 du codex maya dit de Dresde
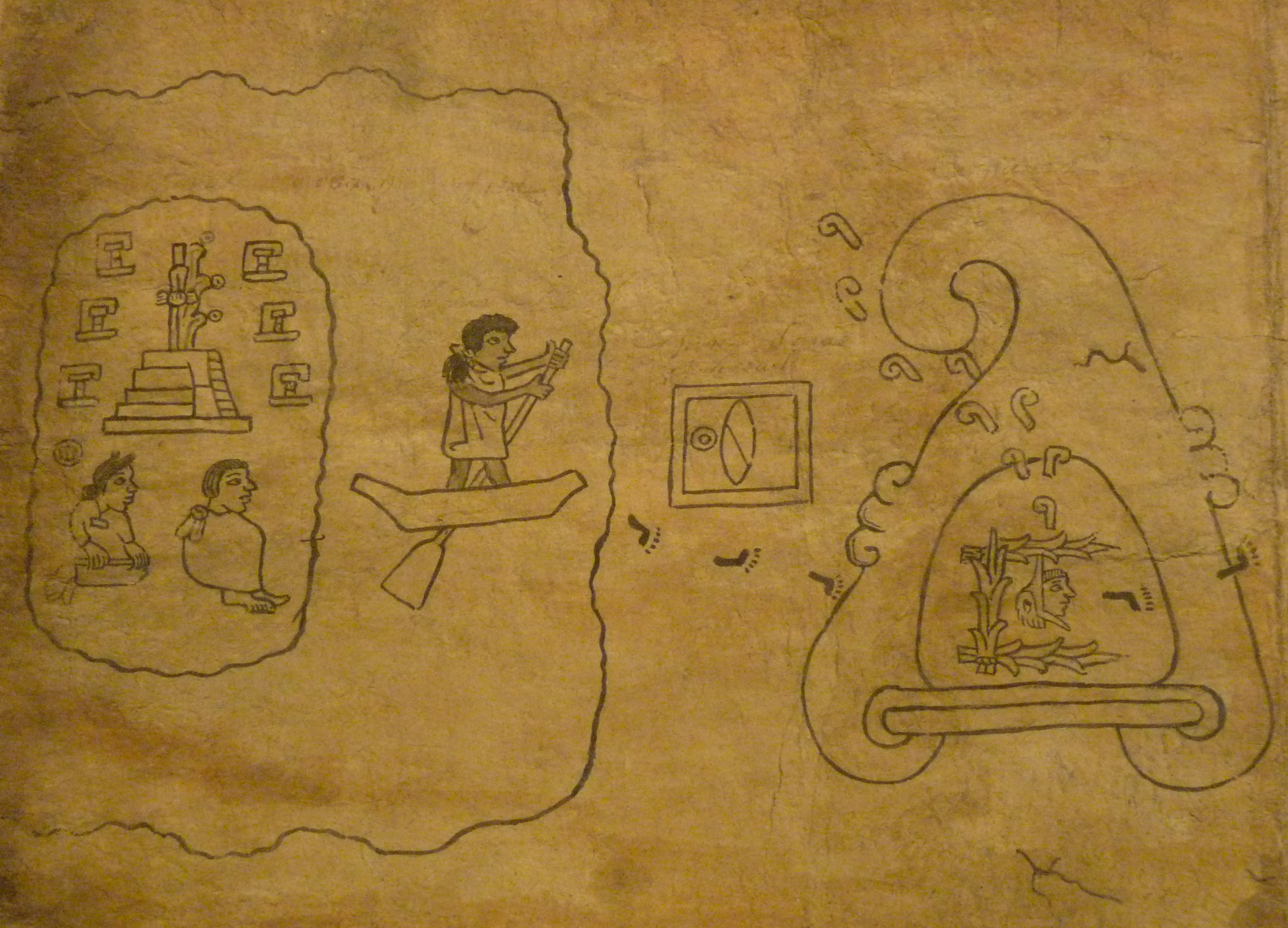
Première page du codex aztèque dit Boturini (Musée national d'Anthropologie de Mexico)
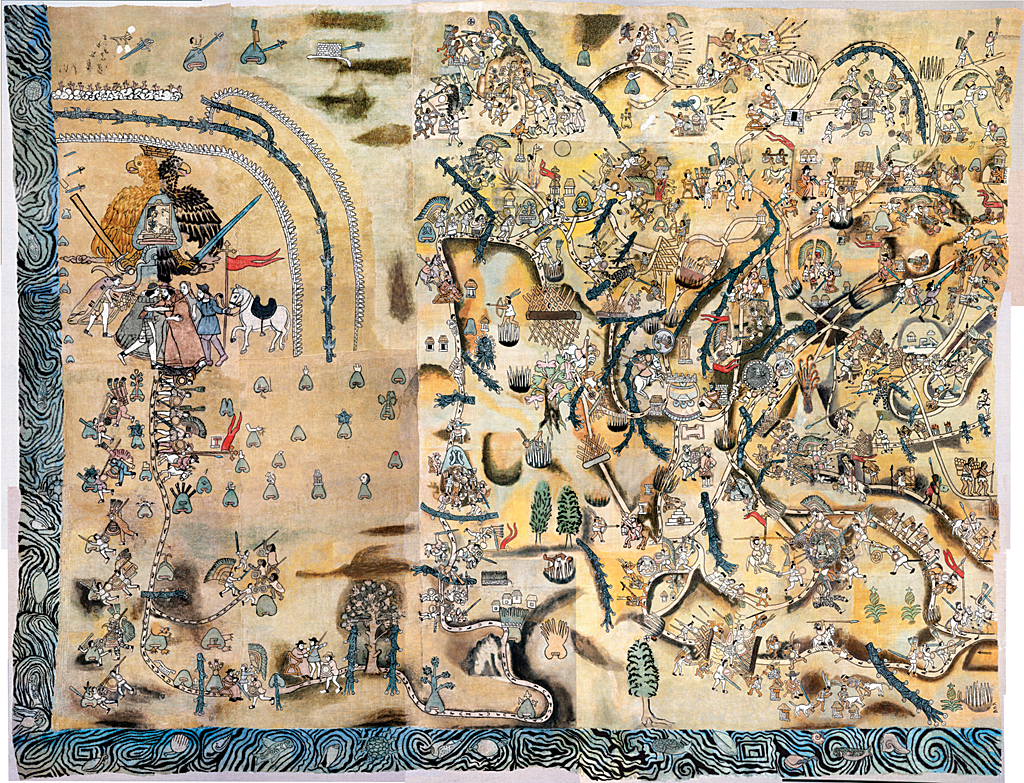
Lienzo de Quauhquechollan, 1530-1540
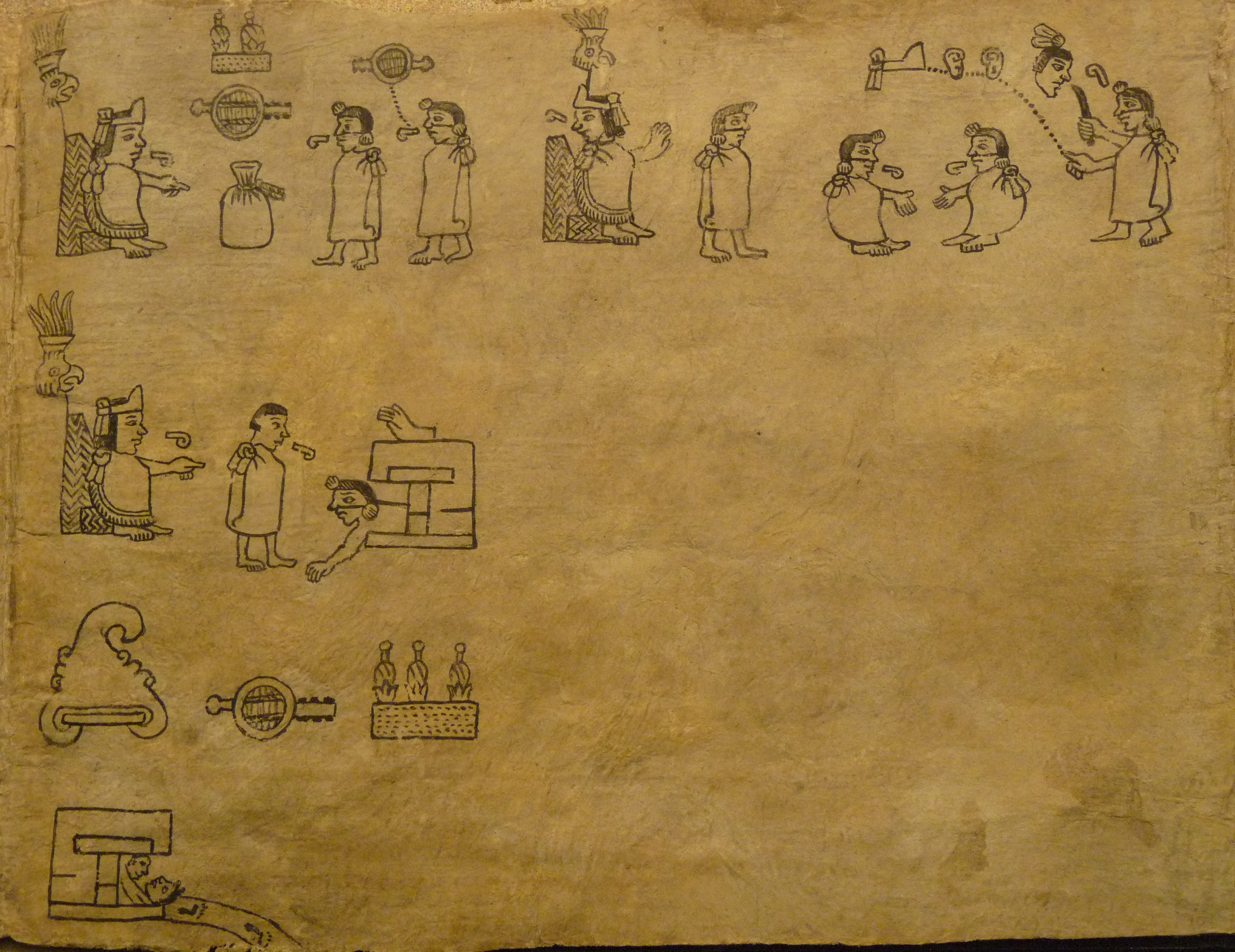
Codex Boturini, sd
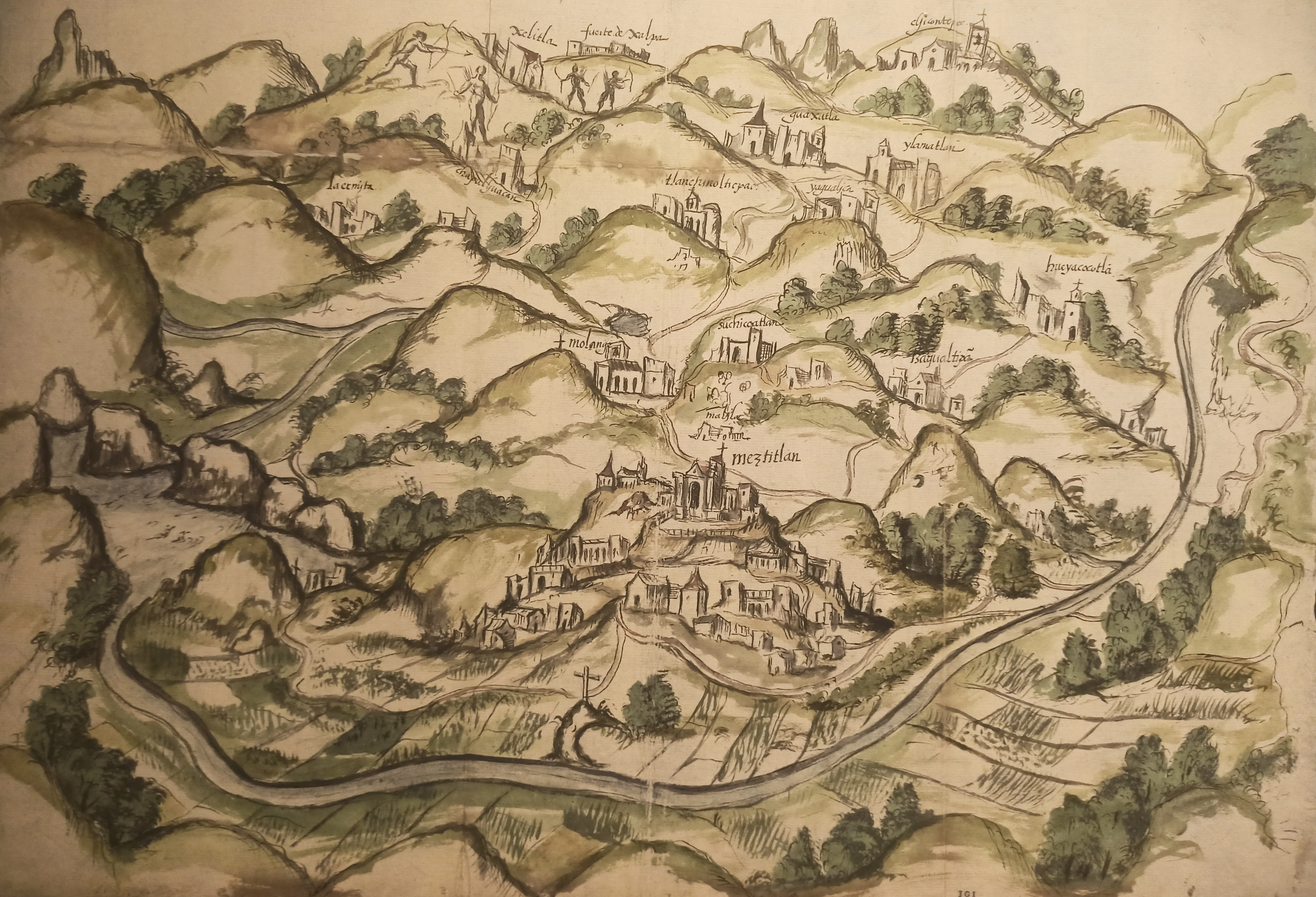
Mapa de Metztitlán - Relaciones geográficas de Indias, 1579

## Contenu

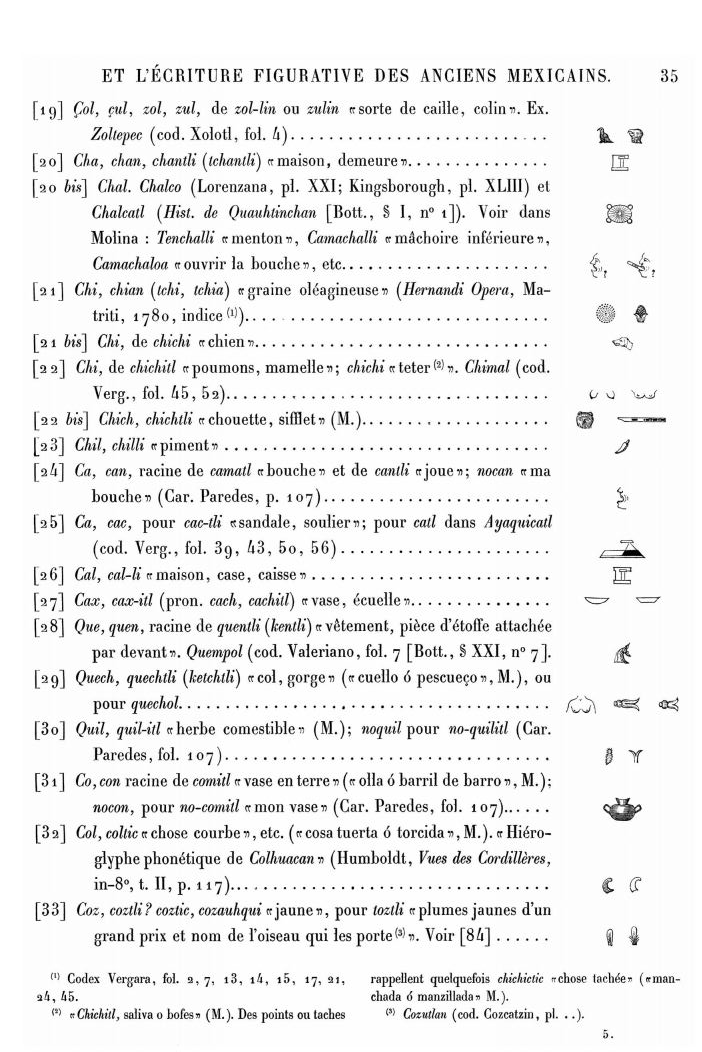
J. Aubin, Mémoires sur la peinture didactique et l’écriture figurative des anciens Mexicains, 1885

On y représentait des objets et des personnages, des formes selon des conventions très précises, de façon à reconnaître sans équivoque des souverains aussi bien que des concepts. Une des plus connues étant par exemple une volute qui s'échappe de la bouche d'un personnage et symbolise la parole. Un temple en feu représentait la conquête. Certains signes représentaient des noms de personnes ou des jours.
Le système de numération, les noms des jours, les représentations des dieux étaient communs à de nombreux peuples mésoaméricains comme les Mixtèques, les Zapotèques ou les Tlapanèques. Cela était très pratique car ce langage universel était déchiffrable dans toutes les langues.
Le système s'apparente à la fois à l'écriture et à la peinture. Au moment de la conquête, cette idée pose des problèmes aux Espagnols qui ne connaissent rien de semblable : Bernardino de Sahagún emploie tantôt le mot « escritura », tantôt le mot « pintura ». Ces ensembles de glyphes ne constituaient pas un texte suivi, comme dans les traditions européenne ou encore chinoise. Un ensemble de conventions régissait la mise en page et en permettait une utilisation par les tlamatinis qui n'est ni une « lecture » ni une simple représentation picturale. Il s'agit plutôt d'un aide-mémoire qui fonctionne parallèlement à une tradition orale. De façon poétique, les Cantares mexicanos résument la manière de « lire » un codex :

« Je chante les images des livres,
Je les déploie »

Selon Joaquín Galarza les codex ne sont pas simplement un ensemble d'images, mais de véritables textes. Il s'agit là d'un véritable système d’écriture basé sur l’image. Les récits contenus sur les codex prennent généralement la forme d’un tableau dont la composition suit une logique.
L'analyse du glyphe pris dans l’ensemble du tableau permet de connaître cette logique.
Tout d'abord le tableau est composé d’images qui sont dessinées et peintes. Mais elles sont pour la plupart codifiées. Ces images, de dimensions et d'orientations différentes, sont soit groupées, soit isolées. L'ordre dans lequel elles sont disposées et leur position suggère que toutes ces pictographies sont des sons désignant des mots de la langue indigène, le nahuatl dans le cas des manuscrits aztèques. Ensuite, pour saisir la lecture du récit, il faut imaginer l’ensemble de l’espace défini sur le feuillet du manuscrit par une méthode particulière. Premièrement quadriller tout l’espace du feuillet étudié, puis déterminer des groupes par thématiques, ensuite identifier dans ces groupes les pictographies, et enfin procéder à un découpage afin de prendre en considération la forme, la couleur pour le phonétisme, l’échelle, l’orientation, la position, la perspective.
Cette méthode permet d'identifier les multiples rôles de la pictographie, l'icônique et le symbolique, et de comprendre la lecture du manuscrit.
Scott McCloud considère ces Codex comme un des premiers exemples historiques de bande dessinée.

## Codex mésoaméricains par période

### Codex préhispaniques

#### Codex détruits
Avant la conquête espagnole, il existait de véritables bibliothèques de codex appelées « amoxcalli » en nahuatl. Certaines furent détruites au cours des combats et les autres furent détruites lors d'autodafés organisés par les prêtres espagnols, pour qui ces manifestations de paganisme étaient des « œuvres démoniaques » réalisées sous l'influence du diable, car les codex préhispaniques étaient intimement liés à la religion mésoaméricaine.
Même s'il existait une distinction entre textes « reprobados » (ceux qui traitaient de divination et de religion) et « no reprobados », dans la pratique, au début de la colonisation, les Espagnols brûlaient tout ouvrage suspect d'idolâtrie : ils ne voulaient prendre aucun risque que ces croyances puissent empêcher la diffusion du catholicisme, perpétuer des rites qu'ils considéraient comme atroces et préserver l'unité culturelle des indigènes, qui aurait été une menace pour les colons. Le premier évêque de Mexico, Juan de Zumárraga, se distingua par son zèle dans cette activité. Une illustration célèbre de la Description de Tlaxcala représente des moines en train de brûler des images d'idoles. L'acharnement des Espagnols se manifesta entre autres en 1539, lorsqu'un seigneur indigène Don Carlos Chicihimecatecatl fut jugé pour sorcellerie et condamné au bûcher : lors du procès, un « tonalamatl » qui était en sa possession fut présenté comme élément de preuve. On peut comprendre que de nombreux indigènes, soucieux de ne pas s'attirer les foudres de l'Inquisition, aient détruit eux-mêmes les codex compromettants qu'ils détenaient.
Par ailleurs, d'autres ouvrages avaient déjà été détruits en grand nombre par certains dirigeants aztèques, comme l'empereur Itzcoatl, pour réécrire une histoire idéologiquement orientée, leur permettant notamment de légitimer le pouvoir des Aztèques sur les peuples qu'ils avaient soumis.

#### Codex restants

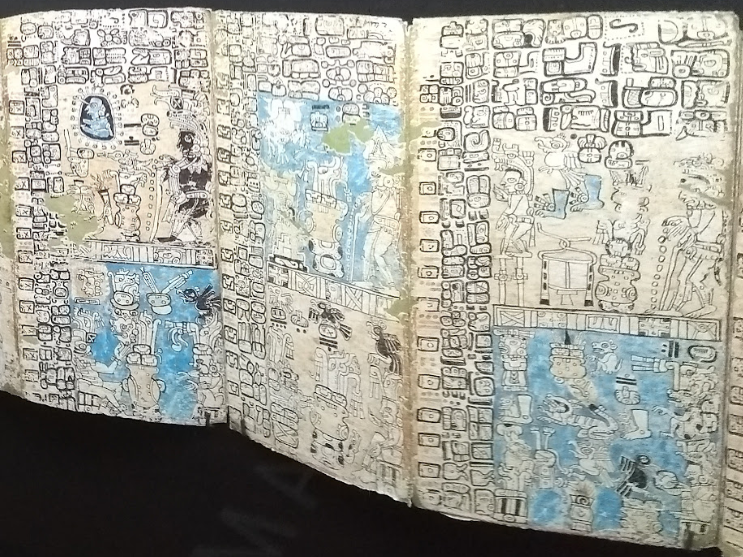
Pages d'un codex maya : réplique du codex de Dresde

Il ne subsiste que quelques codex reconnus comme purement préhispaniques. Ils ont tous été réalisés dans la partie centrale du Mexique, mais aucun d'entre eux n'est proprement aztèque. On peut distinguer deux genres principaux :
- Les annales, appelées « xiuhamatl » (c'est-à-dire « livre des années »), dont le déroulement correspond aux 52 années du cycle rituel mésoaméricain. Il y est question de conquêtes, de migrations, de tributs ou de généalogies. Il s'agit de codex mixtèques, dont les plus connus sont le Codex Zouche-Nuttall, le Codex Bodley, le Codex Colombino-Becker, et le Codex Vindobonensis 1.
- Les ouvrages rituels traitent de l'influence du calendrier sur la vie humaine. Les « tonalamatl » (= « livre des jours ») sont des almanachs divinatoires divisés selon les vingt périodes de treize jours qui constituaient le calendrier rituel de 260 jours appelé « tonalpohualli ». Ces ouvrages étaient consultés par les prêtres lorsqu'il fallait donner un nom à un nouveau-né, pour prédire son destin, fixer la date d'un mariage, partir en voyage ou lors de quelque autre évènement important. Les plus connus sont le Codex Borgia, le Codex Laud et le Codex Fejérváry-Mayer. On parle souvent de codex du groupe Borgia, car ils présentent tous des ressemblances avec le Codex Borgia. La plupart des spécialistes ne considèrent plus le célèbre Codex Borbonicus comme un codex préhispanique, mais comme un ouvrage réalisé en tout ou au moins en partie immédiatement après la conquête.

### Codex coloniaux

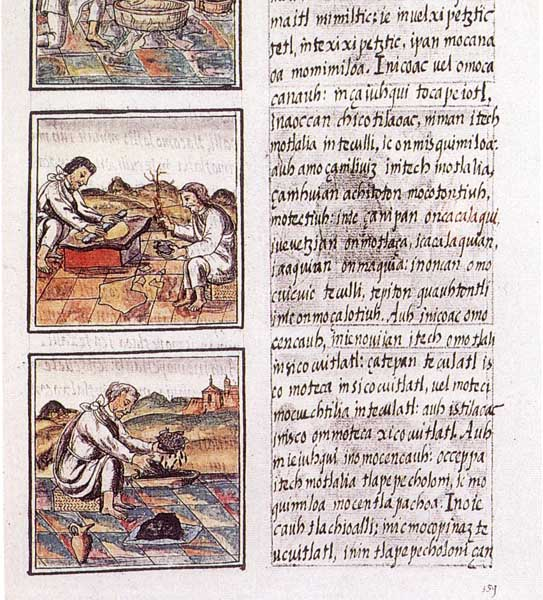
On peut lire dans la colonne de droite de ce codex colonial un texte nahuatl retranscrit phonétiquement en alphabet latin (page 51 du livre IX du codex de Florence).

Après la conquête espagnole, les codex ne sont plus seulement peints sur du papier d'amate, du tissu de coton, des peaux d'animaux, mais aussi sur du papier européen.
Il existe environ cinq cents codex coloniaux.
Réalisés par des indigènes, ils présentent une combinaison de traits artistiques indigènes et européens. Parfois ces ouvrages sont le fruit de la commande d'Espagnols, par exemple le Codex Mendoza, que le vice-roi de la Nouvelle-Espagne, Antonio de Mendoza, voulait envoyer à Charles Quint.
Certains codex ont pour but de satisfaire la curiosité des Espagnols dans des domaines très particuliers, comme le Codex Badianus, un herbier offert au vice-roi Antonio de Mendoza. Certains prêtres espagnols comme Bernardino de Sahagún, Andrés de Olmos et Diego Durán tentèrent de récupérer le savoir perdu de ces civilisations en interrogeant les indiens sur leurs rites et coutumes ancestrales.
Souvent, des communautés indigènes les employaient pour faire valoir leurs droits lors d'un procès, qu'il s'agisse d'un procès entre indigènes ou d'un procès entre indigènes et espagnols. Aucun document préhispanique de type juridique n'a survécu, bien que nous sachions par les chroniqueurs espagnols qu'ils ont bien existé. Sahagún raconte : « Une autre [salle], appelée teccalli, était destinée aux juges qui avaient à connaître des affaires du peuple et qui en prenaient note au moyen de leurs peintures ». L'historien mexicain du XVIIIe siècle Francisco Javier Clavijero mérite d'être cité : « Au cours des deux siècles passés, les Indiens produisirent fréquemment devant les tribunaux de Mexico, des peintures anciennes, qui leur tenaient lieu de titres de propriété pour leurs terres, et à cause de cela, on avait des interprètes particulièrement qualifiés qui pouvaient se prononcer sur l'authenticité de tels documents ». Certaines images de ces manuscrits montrent d'une manière saisissante de quelle cruauté certains Espagnols, et tout particulièrement les encomenderos pouvaient faire preuve à l'égard des indigènes.
Enfin, certains manuscrits ont pour but de glorifier le lignage ou la cité de l'auteur. Prenons comme exemple le Codex Tepetlaoztoc, originaire de la ville du même nom, qui répond à ces deux dernières préoccupations : il commence par une partie consacrée à l'histoire de la ville, depuis l'arrivée des Chichimèques jusqu'à l'arrivée des Espagnols, pour ensuite dénoncer les exactions des Espagnols. Une page du codex montre comment un certain Anton, au service de Cortés, fait brûler vifs quatre indiens récalcitrants.
Curieusement, la pratique consistant à se servir d'un codex comme preuve de titre de propriété auprès d'un tribunal a été remise à l'honneur à notre époque. Le chercheur français Marc Thouvenot a relevé qu'en 1968, les habitants de Santa Ana Zacatlalmanco, menacés d'expropriation parce que les autorités fédérales projetaient de construire des bureaux pour les fonctionnaires ont obtenu des tribunaux que l'État y renonce. Leurs avocats avaient présenté comme preuve de leurs droits le Codex de Zacatlalmanco, conservé au Musée de l'Homme à Paris, qui avait été étudié et publié quelques années auparavant par un chercheur mexicain, Joaquín Galarza.

## Codex mésoaméricains par origine
- Codex coloniaux du Mexique

### Codex aztèques
- Codex Azcatitlan
- Codex Borbonicus
- Codex Boturini
- Codex Magliabechiano
- Codex Mendoza
- Codex Moctezuma (Matrícula de Tributos)
- Tonalamatl Aubin
- Libellus de medicinalibus indorum herbis

### Codex du groupe Borgia
- Codex Borgia
- Codex Cospi
- Codex Fejérváry-Mayer
- Codex Ixtlilxochitl
- Codex Laud
- Codex Ríos ou Codex Vaticanus A
- Codex Vaticanus B

### Codex mixtèques
- Codex Bodley
- Codex Colombino-Becker
- Codex Selden
- Codex Vindobonensis 1
- Codex Zouche-Nuttall

### Codex mayas
- Codex Tro-Cortesianus dit de Madrid
- Codex de Dresde
- Codex de Paris
- Codex Grolier